# Onde Nascem os Fortes
Onde Nascem os Fortes es una telenovela brasileña producida y emitida por Rede Globo desde el 23 de abril de 2018, sustituyendo Os Dias Eram Assim, hasta el 16 de julio de 2018. Fue la 8ª telenovela exhibida en el horario de las 23 horas, y contó con 53 capítulos grabados.
Creada por George Moura y Sergio Goldenberg y dirigida por Luisa Lima, Walter Carvalho y Isabella Teixeira, la telenovela fue protagonizada por Alice Wegmann, Marco Pigossi, Patricia Pillar, Alexandre Nero, Fábio Assunção, Gabriel Leone, Débora Bloch y Irandhir Santos en los papeles principales.

## Elenco
| - Alice Wegmann como Maria Ferreira da Silva. - Gabriel Leone como Hermano Gouveia. - Patrícia Pillar como Cássia Ferreira da Silva. - Alexandre Nero como Pedro Gouveia. - Fábio Assunção como Ramiro Curió. - Débora Bloch como Rosinete Gouveia. - Irandhir Santos como Samir. - Enrique Díaz como Plínio. - Lee Taylor como Simplício. - Carla Salle como Valquíria. - Maeve Jinkings como Joana. - Lara Tremouroux como Aurora Gouvea. - Camila Márdila como Aldina. - José Dumont como Sebastião (Tião das Cacimbas). - Demick Lopes como Mudinho. - Antônio Fábio como Orlando. - Ênio Cavalcante como Toinho. - Erivaldo Oliveira como Adenilson. - Ravel Andrade como Clécio. - Clarissa Pinheiro como Gilvânia. - Marcos de Andrade como Agripino Gogó. - Rodrigo García como Jurandir. - Bruno Goya como Orestes. - Nanego Lira como Adauto. - Giordano Castro como Macedo. - Igor Medeiros como Fabrício. - Maycon Douglas como Ariel. - Mário Cabral como Jonathan. - Pedro Fasanaro como Valdir. - Pedro Wagner como Damião. - Quitéria Kelly como Umbelina. - Raquel Ferreira como Ivonete. - Arilson Lopes como Clementino. - Fernanda Marques como Selma. - Ilya São Paulo - Marco Pigossi como Nonato Ferreira da Silva. - Jesuíta Barbosa como Ramirinho Curió Jr / Shakira do Sertão. - Titina Medeiros como Bethânia. - Mariana Molina como Madalena. |